# Апама II
Вижте пояснителната страница за други личности с името Апама.
Апама II (Apama II, на старогръцки: Ἀπάμα, * ок. 292 пр.н.е.; † сл. 249 пр.н.е.) е сирийско- гръцка принцеса от Селевкидската империя и чрез женитба царица на Кирена (Киренайка).
Тя е гръко-македонка, дъщеря на Антиох I Сотер (281–261 пр.н.е.) и Стратоника I. Тя е сестра на Стратоника II и на селевкдския цар Антиох II Теос. Нейните дядо и баба по бащина линия са цар Селевк I Никатор и Апама I, а по майчина линия на Деметрий I от Македония (от династия Антигониди) и Фила, дъщеря на Антипатър.
През 275 пр.н.е. тя се омъжва за третия си братовчед по майчина линия Магас († ок. 250 пр.н.е.) от Птолемеите, македонски цар на Кирена (276 пр.н.е.–250 пр.н.е.). След 270 пр.н.е. Апама ражда на Магас дъщеря Береника II. През 250 пр.н.е. те сгодяват дъщеря си за Птолемей III Евергет, чийто баща е полубрат на Магас.
През 250 пр.н.е. умира нейният съпруг цар Магас и Кирена трябва да се обедини отново с Птолемейското царство. Апама II е против обединението. Тя прекратява годежа на дъщеря си Береника II с Птолемей III и извиква Деметрий Красивия и му предлага ръката на дъщеря си. Деметрий простига и с помощта на партията, която иска да се продължи политиката и формата на управление от последните десетилетия, завладява през 250 пр.н.е. град Кирена и околната либийска територия. Деметрий се жени за своята роднина Береника през 250 или 249 пр.н.е. Деметрий става обаче любовник на Апама и Береника поръчва да го убият в спалнята на тъстата му, където е открит. Апама II обаче не е убита.
Береника II се омъжва след това за Птолемей III Евергет и има с него четири деца.
Апама II e убита оклоло 247 пр.н.е.